# Болеслав III Рудий
Болесла́в III (чеськ. Boleslav III; бл. 965  —1037) — князь Богемії (999—1002, 1003). Представник династії Пржемисловичів. Син богемського князя Болеслава II. Прізвисько — Руди́й (чеськ. Ryšavý).

## Імена
- Болесла́в III (чеськ. Boleslav III) — у європейські історіографії з номером правителя.
- Болесла́в III Боге́мський — у західній історіографії за латинською назвою князівства.
- Болесла́в III Че́ський (чеськ. Boleslav III Český) — у чеській історіографії за чеською назвою князівства.
- Болесла́в Руди́й (чеськ. Boleslav Ryšavý) — за прізвиськом.

## Біографія
Походив з династії Пржемисловичі. Старший син Болеслава II, князя Богемії, та Адіви (Ельфгіфа), доньки англійського короля Едуарда Старого. Про діяльність за правління батька немає відомостей. У 999 році успадкував князівський трон. З самого початку змушений був протистояти амбіціям Болеслава I, князя Польщі, який завдав поразки богемським військам. В результаті у 999 або 1000 році Болеслав III поступився Малою Польщею з Краковом на користь Болеслава I П'яста.
Болеслав III наказав каструвати зведеного брата Яромира, а іншого — Олдржиха — спробував задушити, після чого вигнав обох з країни. Обурені жорстокістю князя, в 1002 року чехи під проводом роду Вршовців повалили Болеслава III і закликали на його місце Владівоя з Польщі. Втім незабаром той помер, і чехи повернули братів Болеслава — Яромира і Олдржиха, з яких перший став князем.
Натомість Болеслав III поїхав за допомогою спочатку до маркграфа Генріха Нордгауського, а потім до Польщі — Болеслава Хороброго. Зібравши військо, він повернувся до Чехії, повалив братів і жорстоко розправився з ворожим родом Вршовців. Князь зібрав знать в якомусь будинку, а потім разом зі спільниками перебив беззбройних людей. Причому своєму зятю з Вршовців він власноруч відрубав голову. Сталося це на Великий Піст.
У відповідь знать відправила гінців до Польщі, запросивши Болеслава Хороброго по допомогу. Той запросив Болеслава III до Кракова нібито для перемовин, але там захопив його в полон і осліпив. Останні роки життя провів у Польщі в одному з монастирів, де помер 1037 року.